# Henry Raeburn
Henry Raeburn (4. března 1756 Stockbridge poblíž Edinburghu – 8. července 1823 Edinburgh) byl skotský romantický portrétní malíř. Spolu s Davidem Wilkiem je považován za zakladatele skotské malířské školy. Připisuje se mu slavný obraz Bruslící reverend; obraz však není podepsán a Raeburnovo autorství bylo později zpochybněno.

## Život

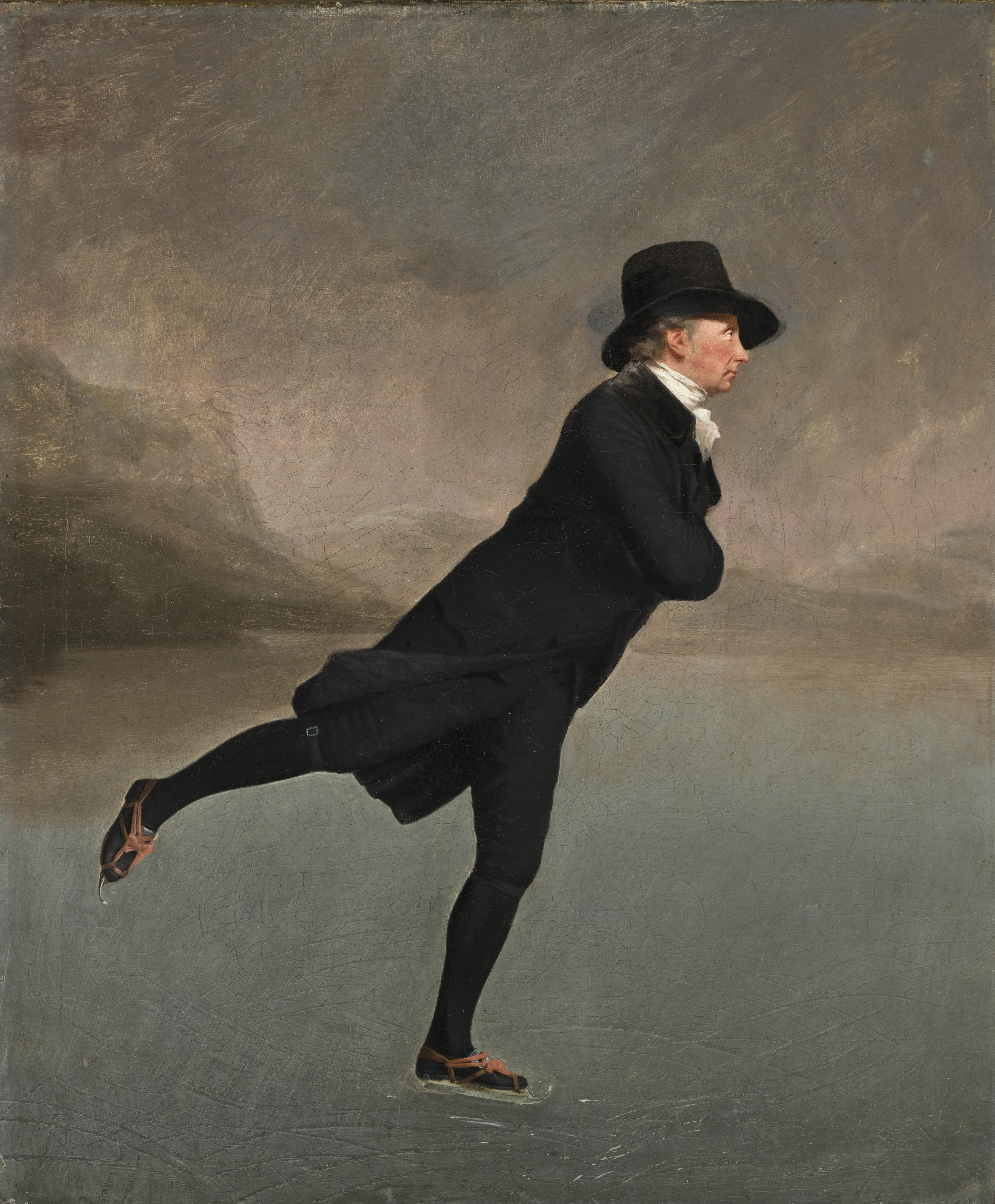
Bruslící reverend Robert Walker, olej na plátně, 90. léta 18. století.

Henry Raeburn studoval na škole George Heriot’s School v Edinburghu, kterou založil v roce 1628 královský zlatník George Heriot. V 15 letech se vyučil zlatníkem, brzy se stal rytcem a poté se vypracoval na nejdůležitějšího malíře portrétů v Edinburghu.
Ve dvaceti čtyřech se Henry Raeburn oženil s bohatou vdovou Ann Edgarovou, která byla o jedenáct let starší. Její finanční prostředky mu umožnily studovat v Londýně (1784) pod vedením Joshuy Reynoldse, předního portrétisty své doby, a absolvovat dvouletý pobyt v Římě v letech 1784 až 1786. Ten pro něho měl velký umělecký význam a vliv děl Pompea Batoniho, Gavina Hamiltona či Giovanniho Romanelliho se projevuje i v jeho mnohem pozdějších portrétech. Raeburn byl zvláště fascinován pozorováním účinků osvětlení na malířskou scénu.
Sir Henry Raeburn, povýšený do šlechtického stavu roku 1822 králem Jiřím IV. a jmenovaný „Malířem Jeho Veličenstva pro Skotsko“, měl po celý život ambivalentní vztah k Anglii. V roce 1810 uvažoval o přestěhování do Londýna, ale nakonec zůstal v Edinburghu. Pravidelně zasílal svá díla Královské akademii umění, kde se také v roce 1815 stal řádným akademikem. V roce 1820 byl zvolen členem Královské společnosti v Edinburghu.

## Výběr z díla

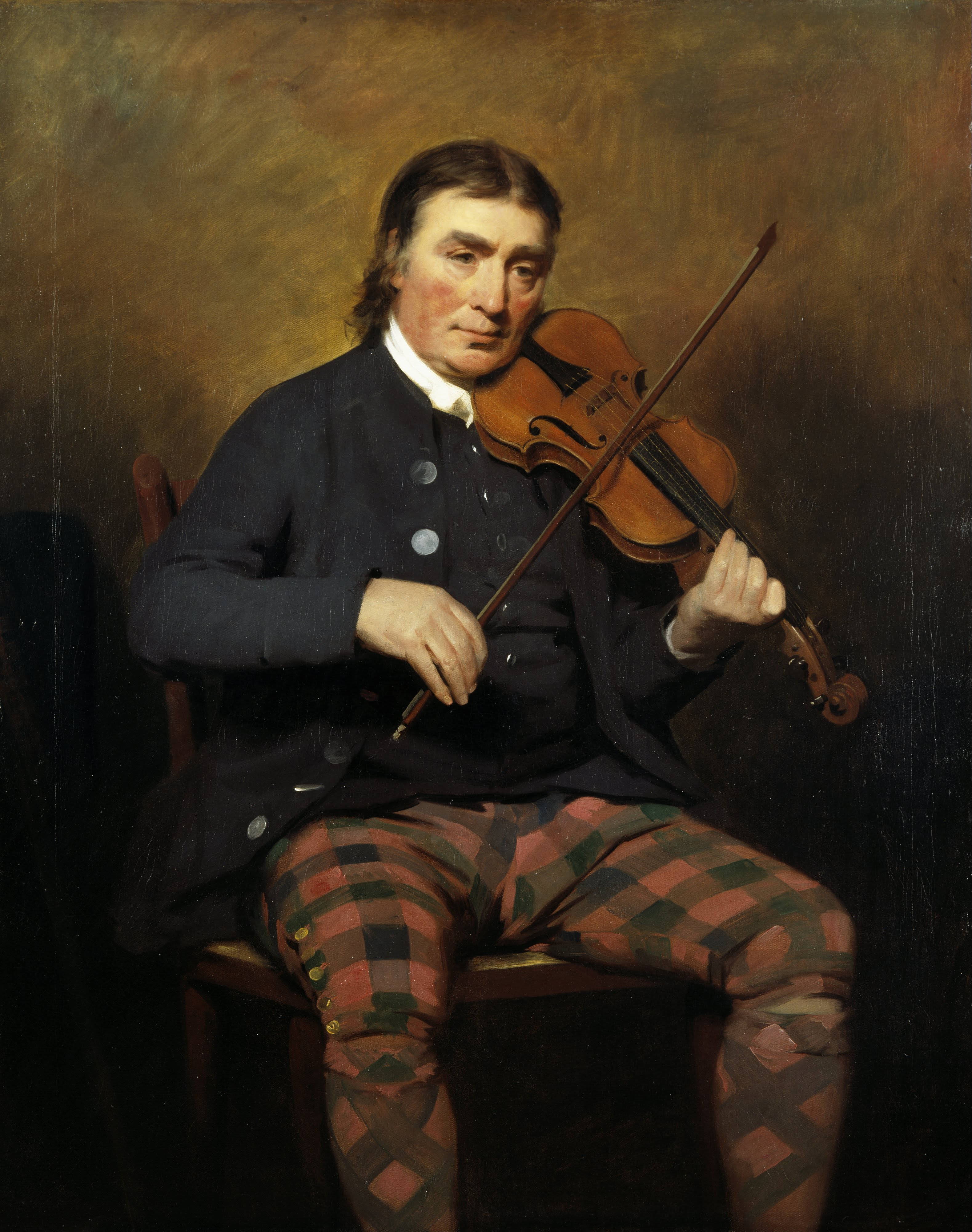
Houslista a skladatel Niel Gow (1727–1807), 1787, 123,2 × 97,8 cm, Skotská národní galerie, Edinburgh
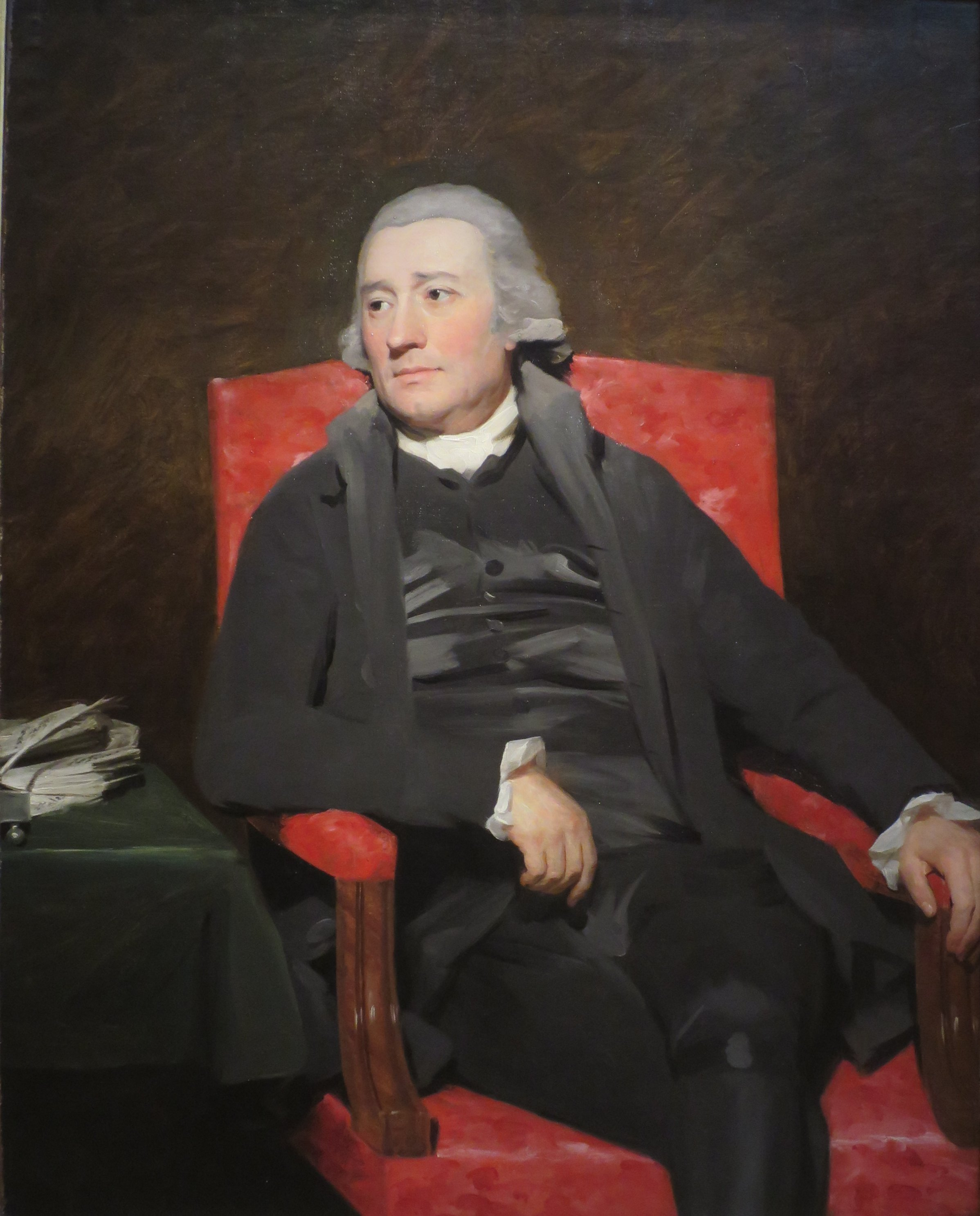
John Tait z Harviestounu, kolem 1790, California Palace of the Legion of Honor, San Francisco
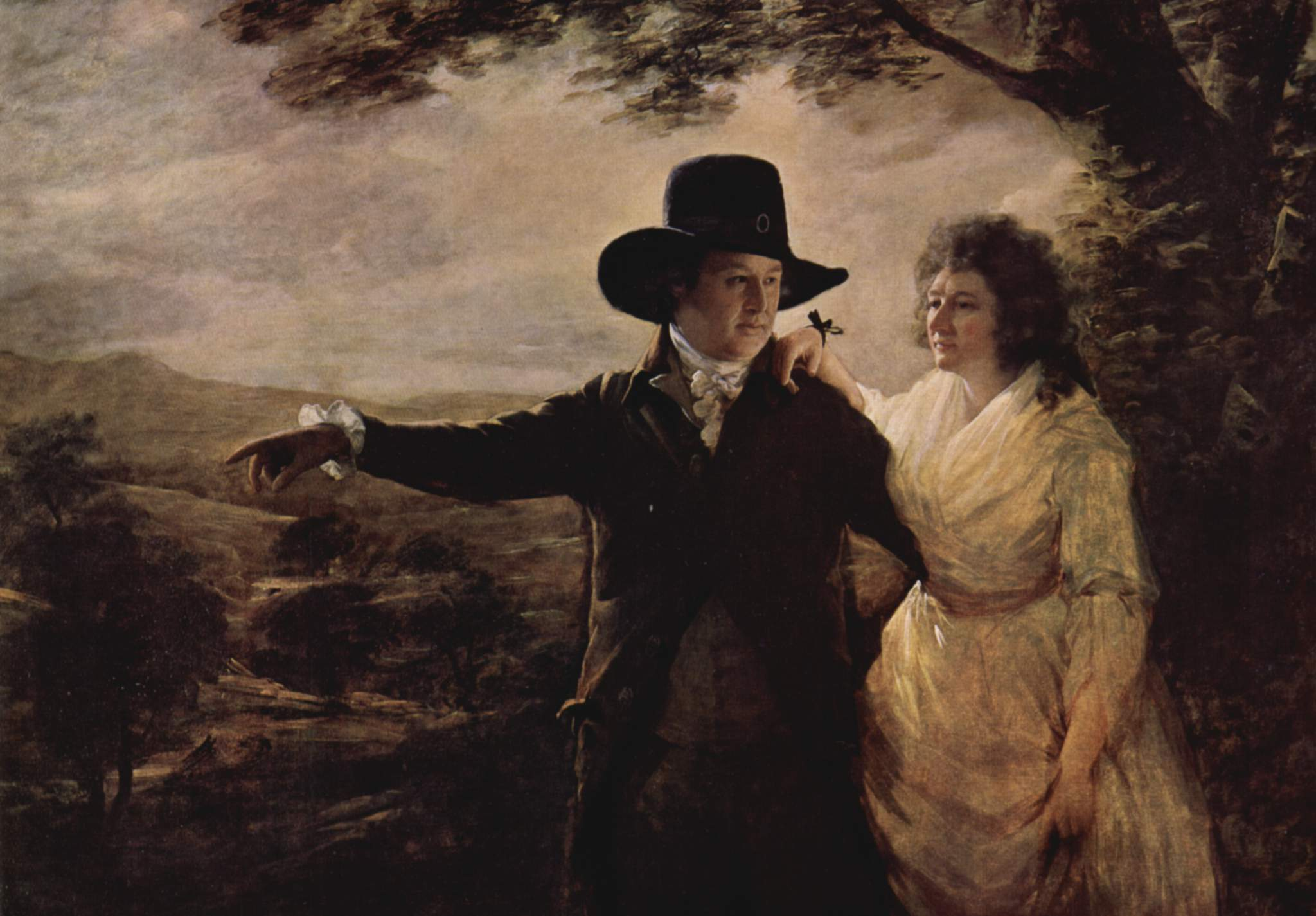
Pán a paní Clerkovi, kolem 1790, 145 × 206 cm, sbírka sira Alfreda Beita
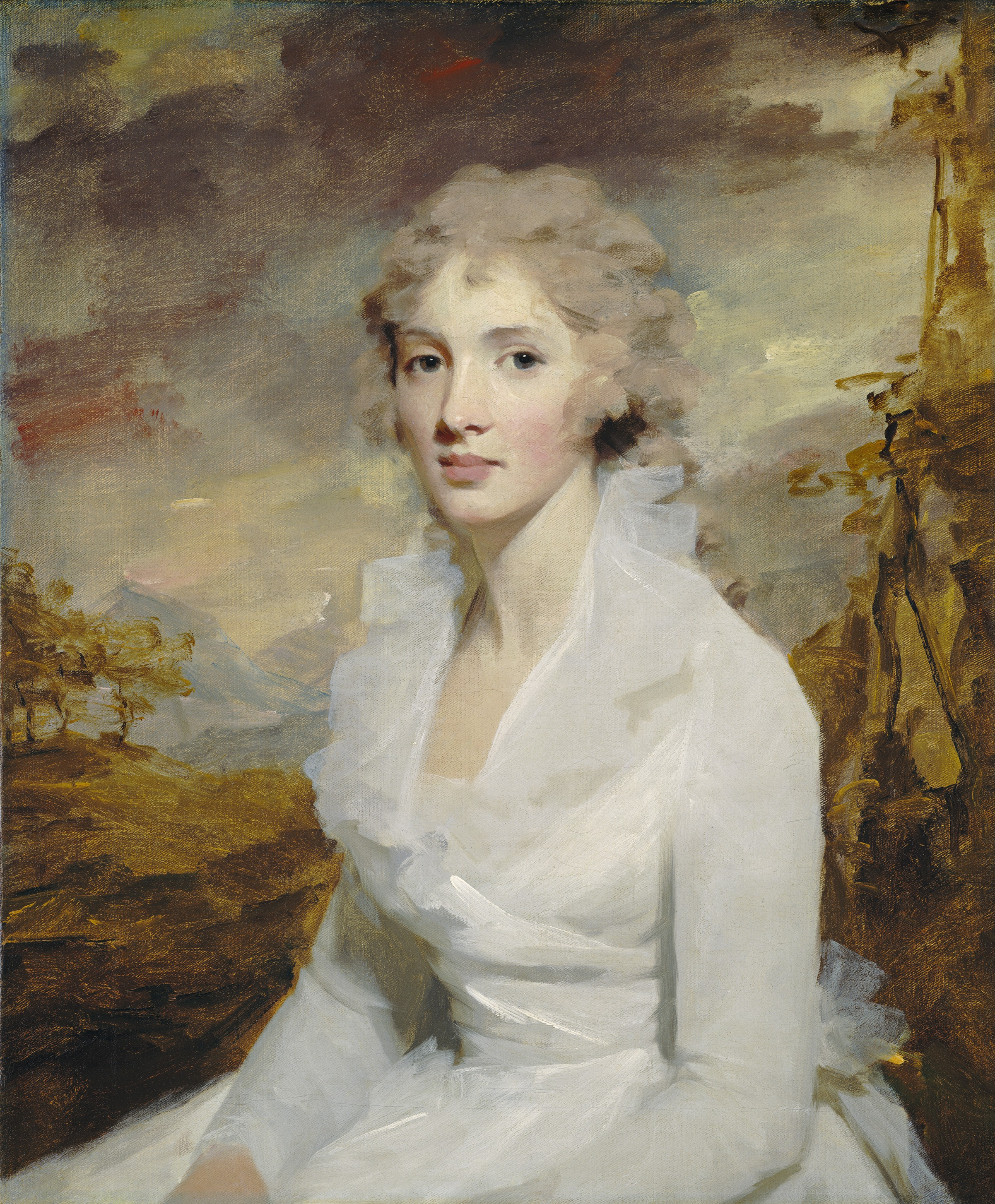
Paní Eleanor Urquhartová, kolem 1793, 75 × 62 cm, Národní galerie umění, Washington DC
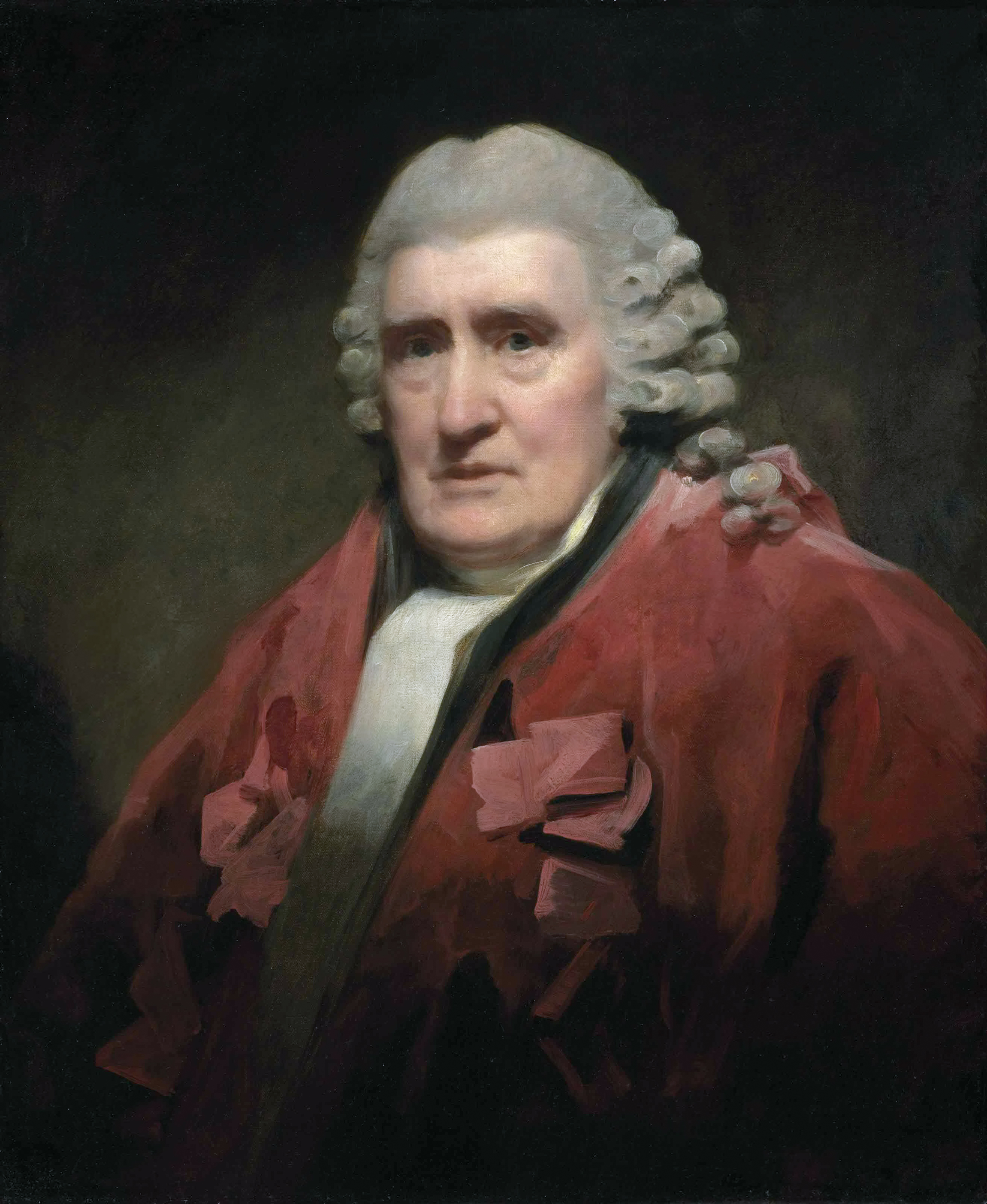
William Baillie, lord Polkemmet, nedatováno, 76,2 × 63,5 cm, soukromá sbírka
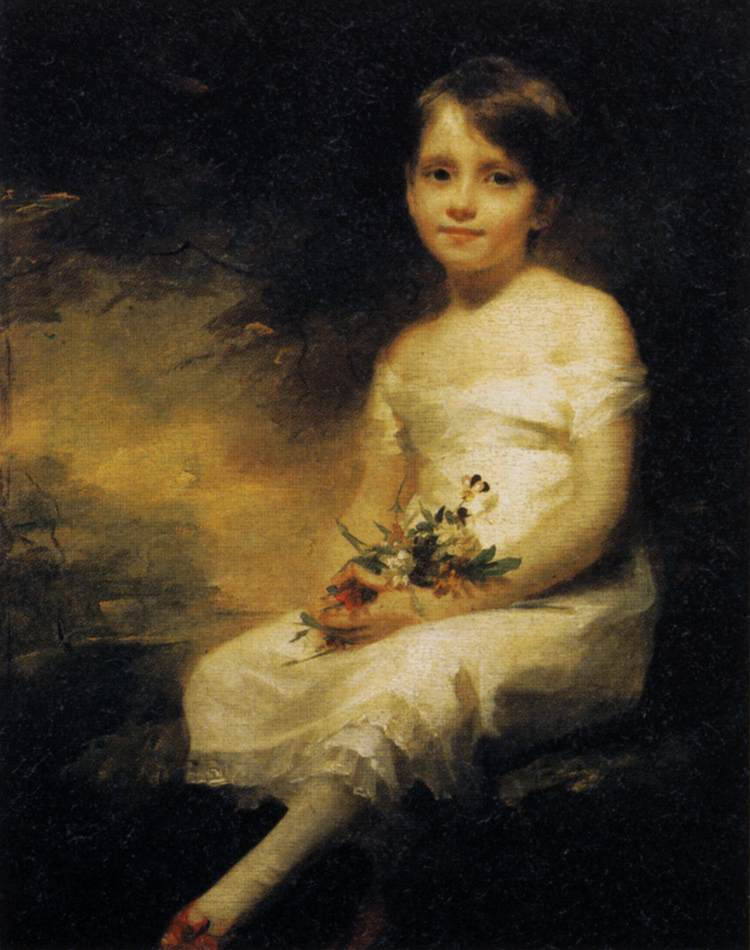
Dívka s květinami, 1798–1800, Louvre, Paříž
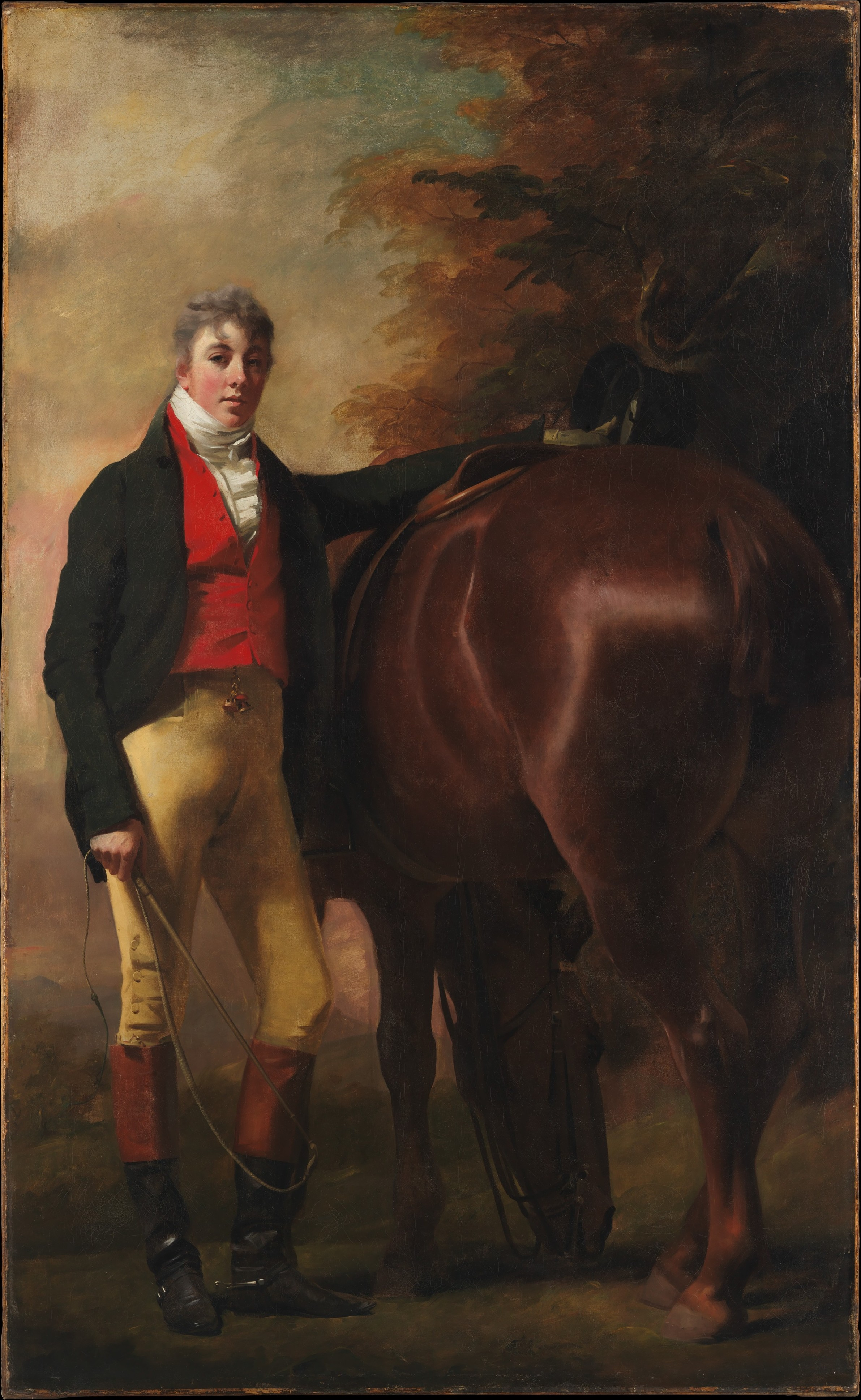
George Harley Drummond (1783–1855), přibližně 1808, 239,4 × 147,3 cm, Metropolitní muzeum umění, New York
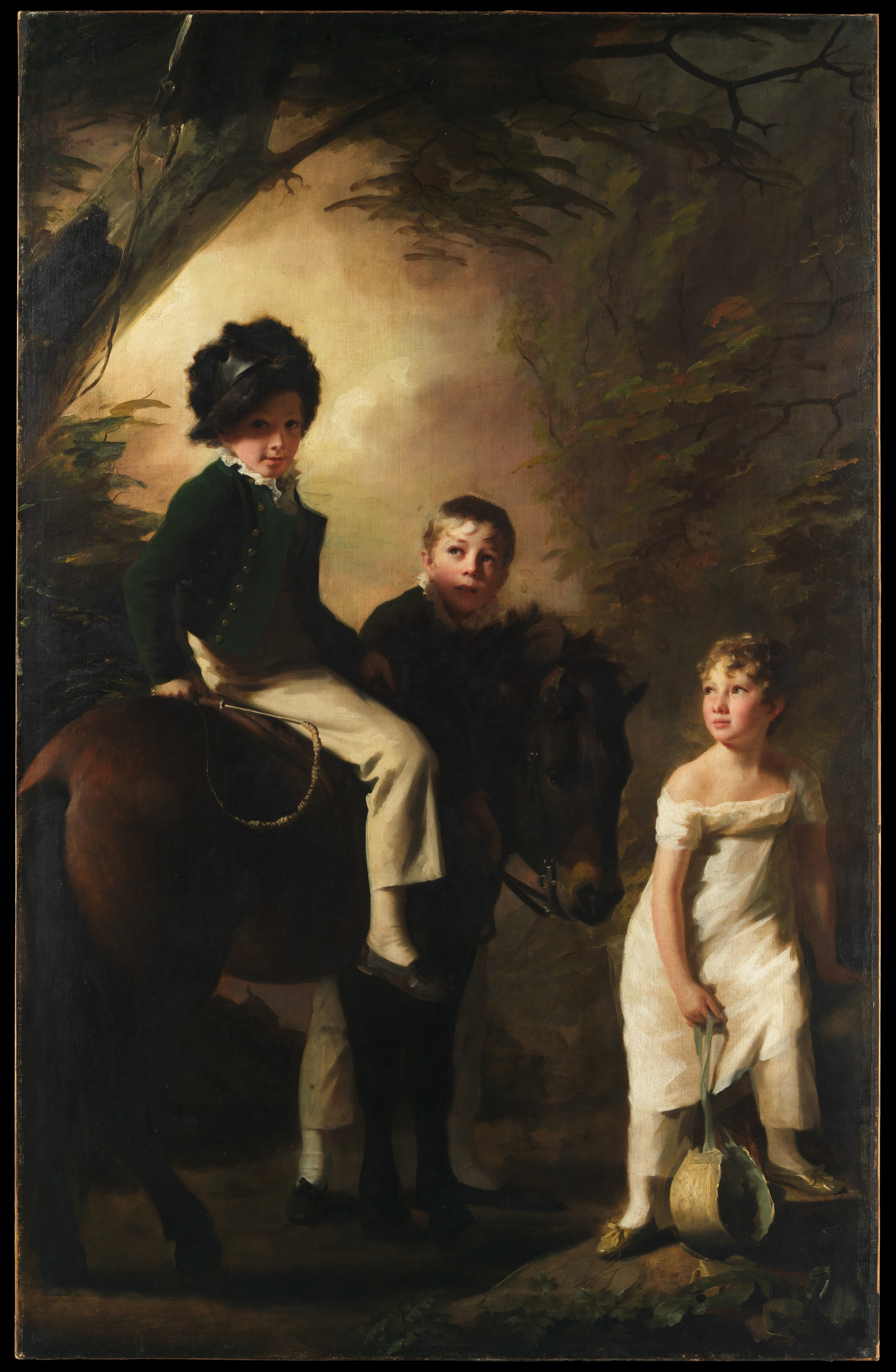
Drummondovy děti, asi 1808, 239,4 × 153 cm, Metropolitní muzeum umění, New York
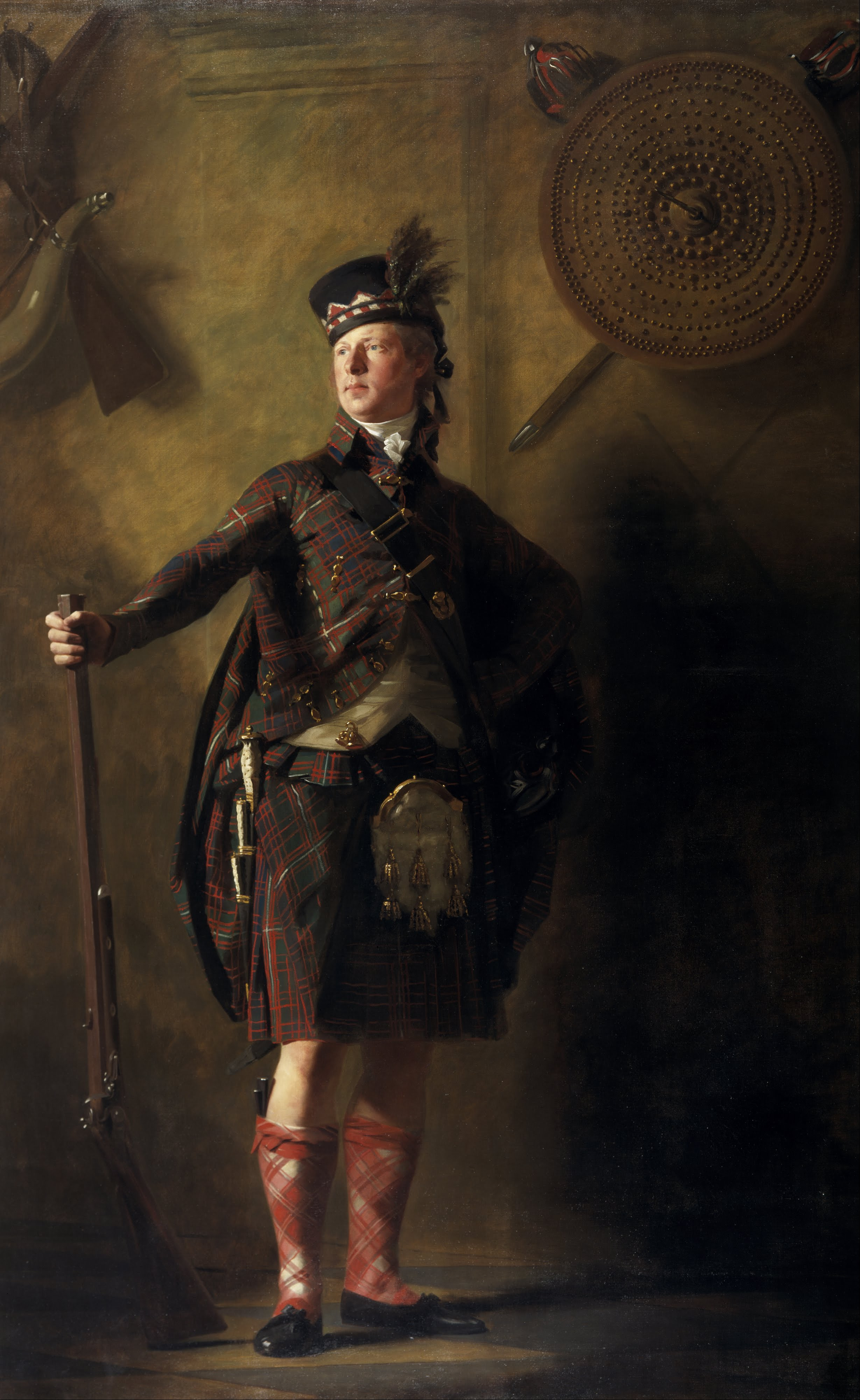
Plukovník Alastair Ranaldson Macdonell z Glengarry (1771–1828), 1812, 241,9 × 151,1 cm, Skotská národní galerie, Edinburgh
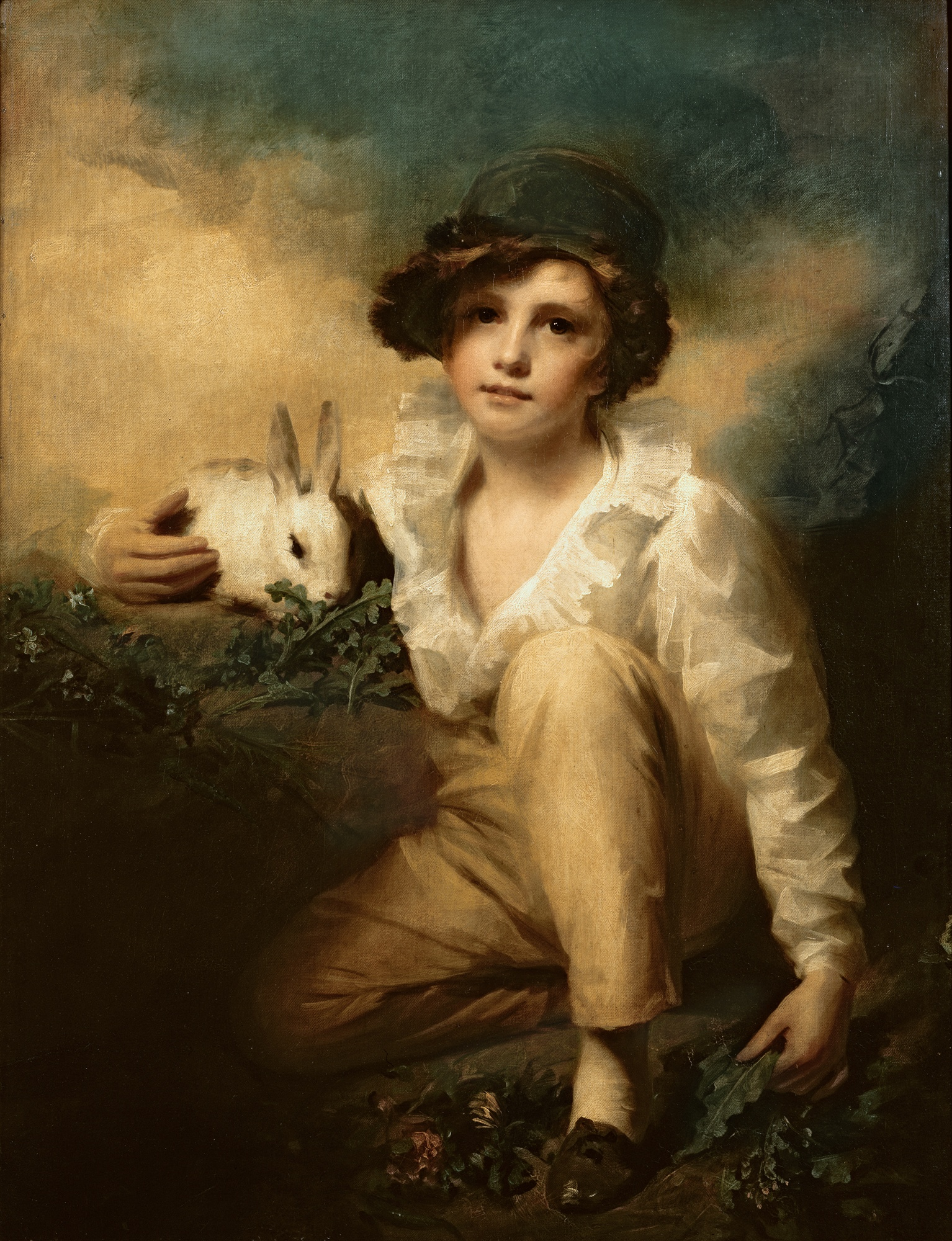
Chlapec s králíčkem, 1814, 101,6 × 78,8 cm, Královská akademie umění v Londýně
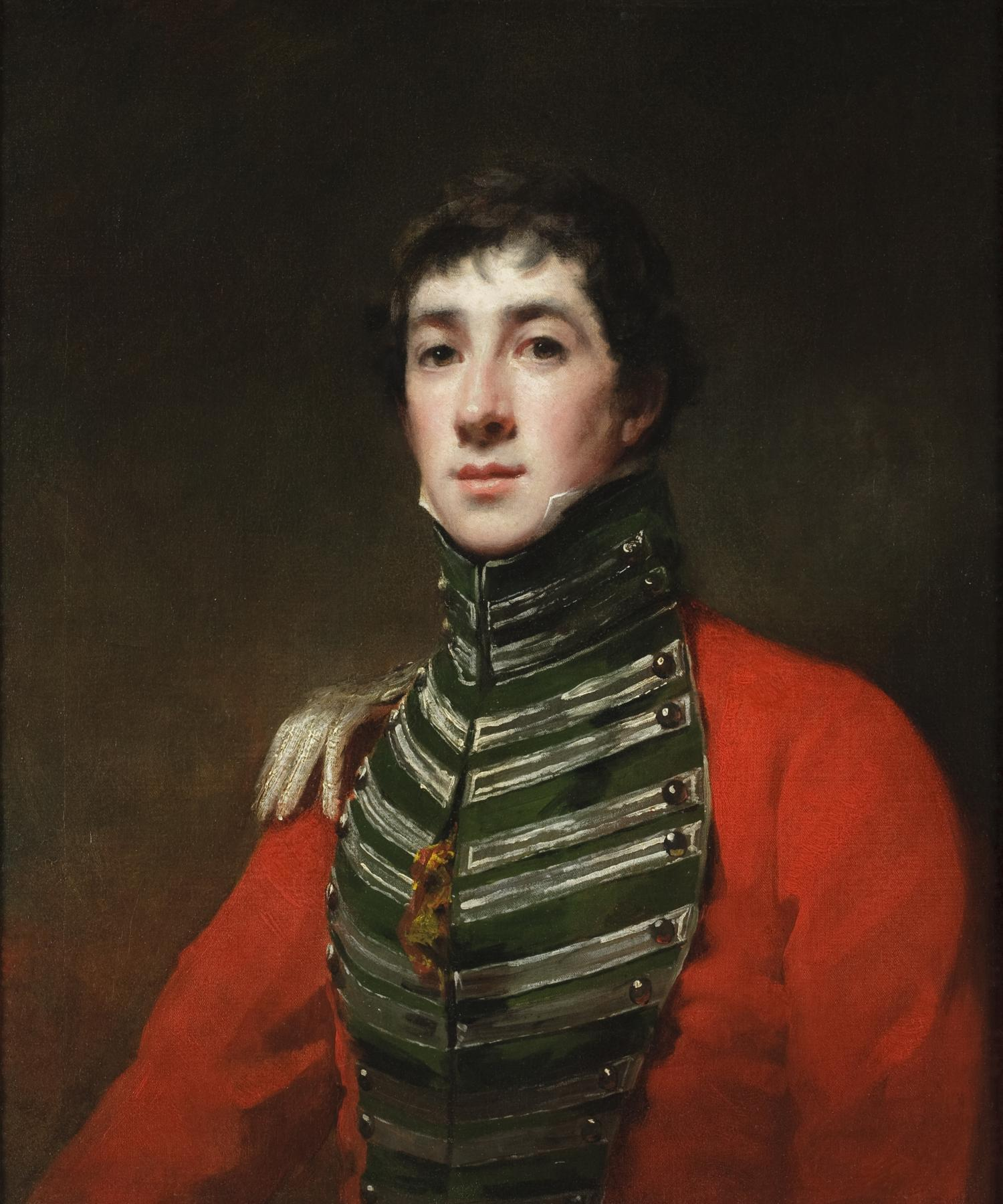
Kapitán Alexander Dirom, asi 1816–1817, Muzeum údolí Shenandoah
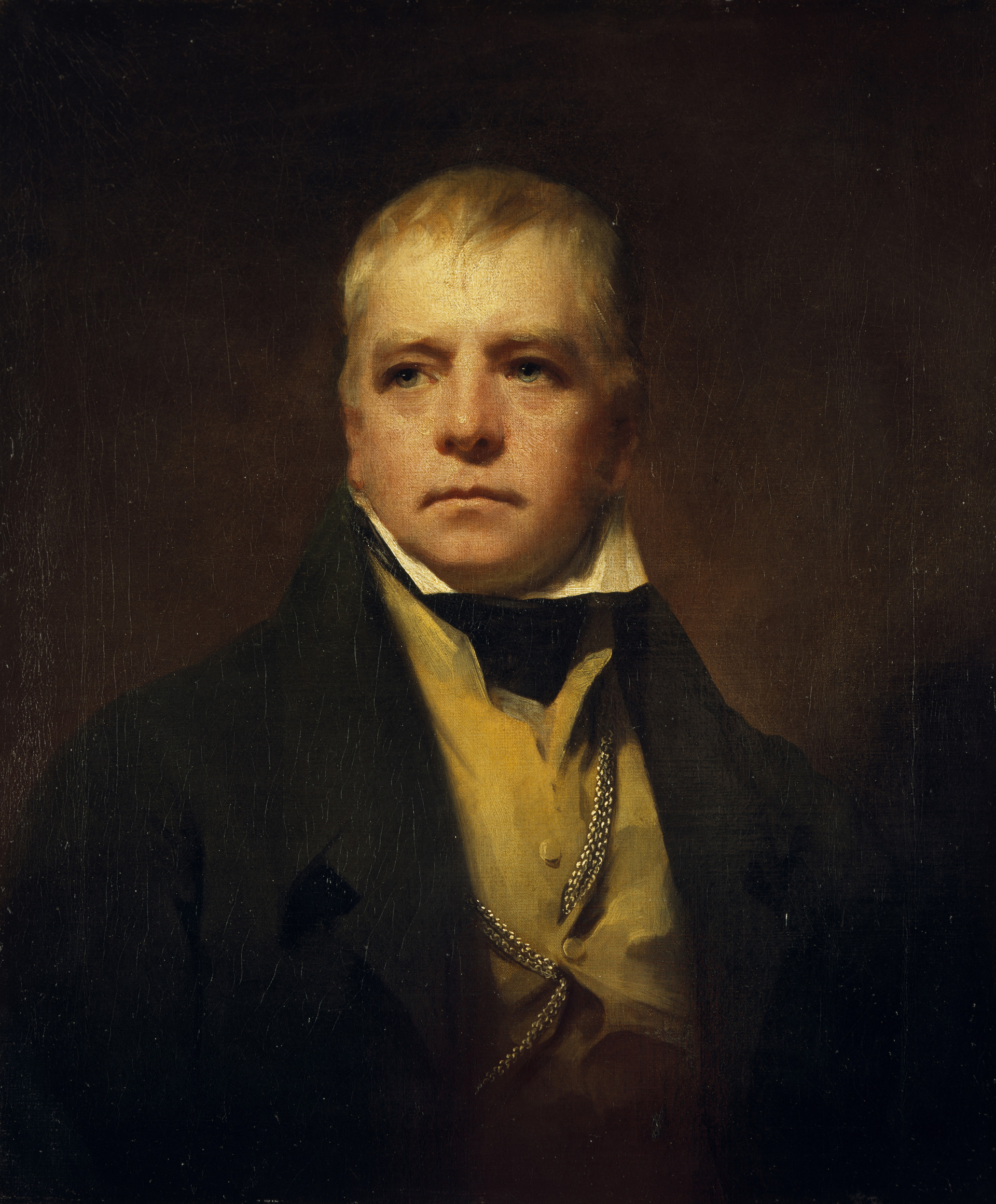
Sir Walter Scott, 1822, 76,2 × 63,5 cm